# FísicaLab
FísicaLab es una aplicación educativa para la resolución de problemas físicos. Es software libre publicado bajo los términos de la licencia GPL. Está construida con GNUstep y hace uso de las librerías GSL. La primera versión fue liberada en marzo del 2009. La versión 0.2.1, puede resolver los siguientes tipos de problemas:
- Cinemática de partículas en 2D.
- Cinemática del movimiento circular de partículas en 2D.
- Estática de partículas en 2D.
- Estática de cuerpos rígidos en 2D.
- Dinámica de partículas en 2D (no incluye dinámica del movimiento circular).
- Calor, calorimetría, gases ideales y dilatación.

Los problemas relativos a estática o dinámica, se plantean construyendo los diagramas de cuerpo libre a partir de los elementos de la paleta. Hace uso tanto del sistema de unidades SI como del Inglés. Además, incluye una gran cantidad de factores de conversión. El uso de esta aplicación es sencillo e intuitivo, incluyendo una extensa documentación con ejemplos de su uso.